# Grupo (RPG)

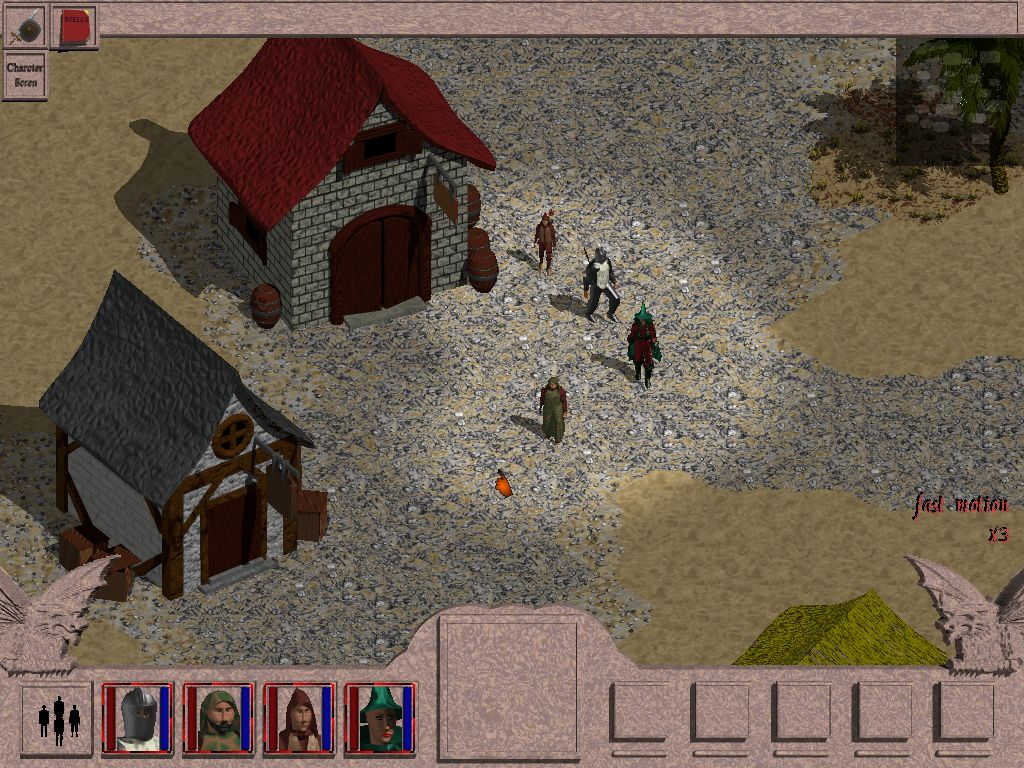
Um grupo de aventureiros em Tales of Trolls & Treasures

Um grupo, por vezes referido pelo termo inglês party, é uma equipe de personagens que se aventuram juntos em um RPG. Em RPGs de mesa, um grupo é composto pelos personagens de cada jogador, ocasionalmente com a adição de personagens não jogáveis aliados controlados pelos mesmos ou pelo mestre de jogo. Em jogos eletrônicos, a relação entre o grupo e o jogador varia consideravelmente. Grupos em RPGs conectados geralmente contêm os personagens de cada jogador, assim como em RPGs de mesa, mas os aliados não jogáveis são sempre controlados em algum nível por inteligência artificial. Em RPGs eletrônicos para um jogador, o jogador geralmente controla todos os membros do grupo até certo ponto.